# Бовуар, Симона де
Симо́на де Бовуа́р (фр. Simone de Beauvoir; 9 января 1908, Париж — 14 апреля 1986, там же) — французская писательница, представительница экзистенциальной философии, идеолог феминистского движения. Продолжительное время состояла в открытых отношениях с Сартром (оба они были против брака). Их взаимоотношения были наполнены интенсивным творческим взаимодействием.

## Биография и творчество
Если во мне есть что-то от гения, то исключительно ясность мысли.Симона де Бовуар, «Воспоминания благовоспитанной девицы»

### Детство и получение образования
Урождённая Симо́на-Люси́-Эрнести́на-Мари́ Бертра́н де Бовуа́р (фр. Simone-Lucie-Ernestine-Marie Bertrand de Beauvoir), она появилась на свет в комфортабельных апартаментах на бульваре Распай (фр. Boulevard Raspail). Ее семья принадлежала к старинному аристократическому роду, ведущему происхождение от Гийома де Шампо — средневекового французского теолога, ритора и логика, учителя Абеляра. Симона была старшей дочерью Жоржа Бертрана де Бовуара, работавшего юристом-секретарём, и Франсуазы де Бовуар, урождённой Брассо, набожной католички, в свою очередь бывшей дочерью богатого банкира из Вердена. Через два года после рождения Симоны в семье появилась вторая дочь — Элен (англ. Hélène de Beauvoir).
В пять с половиной лет родители отдали Симону в школу Кур Дезир (фр. Cours Desir), где под наставничеством монахинь готовили к добродетельной жизни девочек из благородных семей. Родители — в первую очередь мать — желали видеть Симону в будущем добропорядочной женой какого-нибудь буржуа, а возможно, и принца. Этим мечтам не дано было осуществиться, что было ещё более разочаровывающим с учётом произошедшего разорения семьи по вине главы семейства: Бертран де Бовуар вложился в заём правительства Российской империи под высокий доход, обещанный Николаем II, однако революция 1917 года похоронила мечты о доходах, как и непосредственно сами вложения. Строгое буржуазное воспитание, полученное от матери, описано в книге Симоны «Воспоминания благовоспитанной девицы» (Mémoires d’une jeune fille rangée, 1958).
Разорение семейства, печальное по сути, вместе с тем явилось для Симоны вполне реальным подтверждением той особой судьбы, которую она представляла себе в детстве. Усердно предаваясь молитвам, девочка «играла» в великомученицу, полагая, что жизнь её навсегда отдана Богу. Однако прилежное обучение в школе, где она ходила в лучших ученицах, не могло исправить бедственного положения семьи, которая вынуждена была сменить престижное жильё над богемным рестораном «Ротонда» на тесную квартиру в тёмном доме без лифта на улице Рен, а молитвы не вносили мира в отношения матери и отца, потерявших уверенность в будущем дне.
Родители объяснили дочери, что только образование поможет ей выбраться из бедственного положения, в котором оказалась семья. Религиозность сменилась сомнениями, а затем и разочарованием. К подростковому возрасту в девочке проявилась ещё одна характерная особенность: наряду с интеллектом у неё проявилась способность принимать бескомпромиссные решения. Шаг от великомученицы к воинствующей атеистке по меркам Симоны был обоснованным и разумным.
Интерес к литературе ей привил отец. К пятнадцати годам Симона уже решила стать знаменитой писательницей. Её увлекали Морис Баррес, Поль Клодель, Андре Жид, Поль Валери, а ведение подробного дневника заменило исповедь.
Окончила школу в 1925 году; изучала математику в Католическом институте Парижа, филологию в институте Сен-Мари-де-Нейи (фр. Sainte-Marie de Neuilly). Училась в Высшей нормальной школе (1928—1929) в Париже и в Парижском университете (1926—1929), в последнем изучала философию (её выпускная квалификационная работа была посвящена философии Лейбница) и стала девятой женщиной, окончившей Сорбонну. На учительской практике познакомилась с Морисом Мерло-Понти и Клодом Леви-Строссом; работала с ними в одной школе. Весной 1928 года она получила степень бакалавра искусств. На факультете искусств встретилась с Жаном-Полем Сартром, Полем Низаном, Рене Майо (последний, обыгрывая созвучие её фамилии с английским словом beaver (бобёр), дал ей прозвище «Бобёр», в дружеском кругу закрепившееся за Симоной до конца жизни). Начала готовиться к конкурсу (англ. Agrégation) по философии — экзамену, по результатам которого составляется общефранцузский рейтинг студентов, — для чего, в частности, посещала занятия в престижной Высшей нормальной школе. Первое место на экзамене получил Жан-Поль Сартр, второе — Симона, и в свой двадцать один год стала самой молодой из сдавших этот экзамен.
Знакомство с Сартром переросло в отношения, которые длились всю жизнь.
Это был мой двойник, в нём я обнаружила доведёнными до последнего предела и мои вкусы, и мои пристрастия.Симона де Бовуар «Воспоминания благовоспитанной девицы»
1929 год, на который приходится конец моей учёбы, начало экономической независимости, уход из родительского дома, расставание со старыми друзьями и встреча с Сартром, несомненно, открыл для меня новую эру.Симона де Бовуар «Сила зрелости»

### После окончания высшей школы
После окончания учёбы де Бовуар и Сартр должны были решить, остаются ли они вместе. Однако мужем и женой они так и не стали. Вместо этого они заключили между собой договор, согласно которому становились партнёрами, храня друг другу интеллектуальную верность, при этом не считая изменой любовные связи на стороне.
В 1929—1931 годах Сартр проходил службу в армии. После службы его направили на работу в Гавр, Симона же в 1931 году отправилась преподавать философию в Марсель. Они решили продлить свой договор и по-прежнему не хотели связывать друг друга обязательствами, при этом продолжая близкое общение. В 1932—1937 годах работала в Руане — преподавала в Лицее Корнеля, а затем — в парижском Лицее Мольера. Она постоянно виделась с Сартром, и оба вели в это время безмятежную жизнь, полную интеллектуальных игр, флирта и любовных приключений.
Так, состоялось знакомство пары с девятнадцатилетней Ольгой Казакевич, которая была студенткой Симоны в Руане. Ольга флиртовала как с Сартром, так и с Симоной. Пара, захваченная идеей свободы, решила создать «трио». Один из отпусков, нарушая традицию, Сартр провёл с Ольгой, оставив де Бовуар в Париже. Ольга так и не стала любовницей Сартра, которому удалось соблазнить лишь её сестру, Ванду. Симона также не слишком ограничивала себя в приключениях. Бьянка Ламблен, её ученица в то время, позднее признавалась в сексуальной связи с учительницей, будучи несовершеннолетней. Другим увлечением была ученица Натали Сорокина, которую Симона затем познакомила с Сартром. Клубок связей дополнял Жак-Лоран Бост, ученик уже Сартра. Женившись на Ольге Казакевич, он в то же время стал и любовником Симоны и долгие годы поддерживал с ней интенсивную переписку.
Погружённые в мир литературы и философии, Симона и Сартр придерживались крайних революционных взглядов, при этом находясь на другом полюсе от реального участия в политической жизни.

### Во время войны
В 1939 году она делает попытку напечатать свою первую книгу — сборник рассказов «Главенство духа» (издан в 1979 году под названием «Когда главенствует дух» фр. Quand prime le spirituel). Однако рукопись отвергнута издательством, которая нашла показанную Бовуар картину нравов неубедительной. В этом же году Сартра с началом Странной войны забирают в армию, и в июне 1940 года он попадает в плен, где проводит девять месяцев и отпускается по причине слабого здоровья.
После возвращения Сартра в Париж, Симона вместе с ним принимает участие в организации подпольной группы «Социализм и свобода», в которой также участвовали Морис Мерло-Понти, Жан-Туссен Десанти, Жан Канапа и другие. Однако группа скоро расформировывается, и Сартр решает бороться с оккупацией с помощью писательства.
В 1943 году Бовуар отстраняют от преподавательской деятельности, поводом для чего послужило заявление матери Натали Сорокиной, обвиняющей Симону в растлении своей дочери. Отстранение было снято после войны. В 1943 году Бовуар публикует свой первый роман — «Гостья» (фр. L’Invitée), который проводит идеи экзистенциализма. Эта тематика (свобода, ответственность, межличностные отношения) присутствует и в последующих её работах. Работу над «Гостьей» Бовуар начала ещё в 1938 году, книга была закончена летом 1941 года. Однако в романе не нашли отражения бурные события политической жизни того периода. Симона погружена в свои «мечты шизофренички», и темой книги становится история запутанных любовных отношений, прообразом которых стали отношения Симоны, Жана-Поля и сестёр Казакевич. Создавая роман, Бовуар пытается преодолеть собственную ревность к Ольге, которая мучила её, пытается осознать, что такое любовь и общение. Писательница делает попытку уйти от традиционной женской покорности и создать персонажа, способного свободно проявлять свои чувства, невзирая на социальные ограничения. Однако в полной мере осуществить этот замысел не удаётся, свобода получается возможной лишь в грёзах самообмана, а женщина оказывается не в силах удержать собственнические инстинкты по отношению к любимому мужчине.
В 1944 году Жан Гренье знакомит Симону с понятием экзистенциализма. Она соглашается написать эссе для готовящегося сборника, отражающего современные идеологические направления, и к 1944 году пишет «Пирра и Цинеаса» (фр. Pyrrhus et
Cinéas). В нём Бовуар «приходит к заключению, что всякое действие чревато риском и угрозой поражения. Долг человека перед собой в том, чтобы соглашаться на риск, но отвергать даже мысль о грядущем поражении».
В годы войны Симона пишет роман о Сопротивлении «Кровь других» (фр. Le Sang des autres»). Признанная в Америке «учебником экзистенциализма», книга представляет собой позицию Бовуар по вопросам ответственности человека за свои поступки.
В 1945 году Сартр вместе с Мишелем Лейрисом, Борисом Вианом и другими основывает литературно-политический журнал «Новые времена». В редколлегию вместе с Симоной входят Морис Мерло-Понти, Раймон Арон, Жан Полан. В дальнейшем Симона принимала деятельнейшее участие в жизни журнала. Частые отлучки Сартра в США вынуждали её писать эссе и заметки для журнала не только от своего, но и от его имени. Также она оставалась самым важным его редактором и критиком: она прочитывала всё написанное им до строчки.

### Послевоенные годы
После войны Симона плодотворно трудится. В 1945 году в «Новых временах» выходит её труд «Литература и метафизика» (фр. Littérature et métaphysique), позднее вошедший в книгу «За мораль двусмысленности» (фр. Pour une morale de l’ambiguïté, 1947), она издаёт фантастический роман «Все люди смертны» (фр. Tous les hommes sont mortels, 1946). Но профессиональные успехи омрачаются новыми проблемами в личной жизни, связанные, разумеется, с Сартром. В США Жан-Поль безумно увлекается Долорес Ванетти и почти забывает о Симоне. Не в силах повлиять на него, она вынуждена преобразовывать терзающие её чувства в слова на бумаге («Все люди смертны» как раз явился результатом её страданий).
В 1947 году Симона также отправляется в США с курсом лекций по литературе. Там она встречает Нельсона Олгрена. Между ними начинается роман, продлившийся четырнадцать лет.

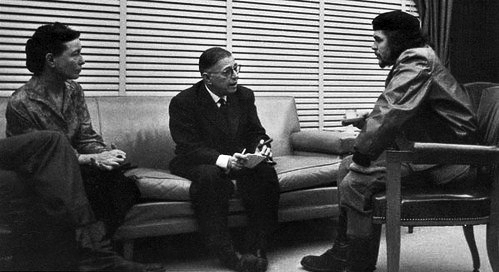
Симона де Бовуар, Жан-Поль Сартр, Че Гевара. Куба, 1960

В 1958 году выпустила первую книгу автобиографической трилогии — «Воспоминания благовоспитанной девицы» (фр. Memoires d’une jeune fille rangée, 1958). В этой книге автор рассказывает о своей жизни до зрелого возраста. В двух последующих частях автобиографической трилогии, «Сила зрелости» (фр. La Force de l'âge, 1960) и «Сила вещей» (фр. La Force des choses, 1963), изображается её жизнь сподвижницы и ученицы Сартра.
В романах Симоны де Бовуар развиваются экзистенциалистские идеи. В романе «Мандарины» (фр. Les Mandarins; 1954), получившем самую престижную литературную премию Франции — Гонкуровскую, отражены события жизни писателей из окружения Сартра, показана идейная и политическая жизнь послевоенной Франции.
Эссеистика Бовуар включает, среди прочих, работы «Второй пол» (фр. Le deuxième sexe, 1949), «Старость» (фр. La Vieillesse, 1970). Публицистическая книга-эссе «Второй пол» посвящена проблемам женщин и оказала большое влияние на феминистское движение.
В 1966 году Бовуар вошла в состав «Международного трибунала по расследованию военных преступлений», на котором были заслушаны свидетельства о преступлениях во время войны во Вьетнаме.
5 апреля 1971 года в журнале Le Nouvel Observateur был опубликован составленный де Бовуар текст, получивший известность как «манифест трёхсот сорока трёх» — по количеству подписей под ним. Подписавшие манифест француженки, включая общенациональных знаменитостей, требовали отменить сохранявшееся во Франции уголовное наказание за аборты и признавались в том, что сами когда-либо делали аборт. В следующие несколько лет во Франции шла мощная кампания за декриминализацию абортов, которая увенчалась успехом в 1975 году.

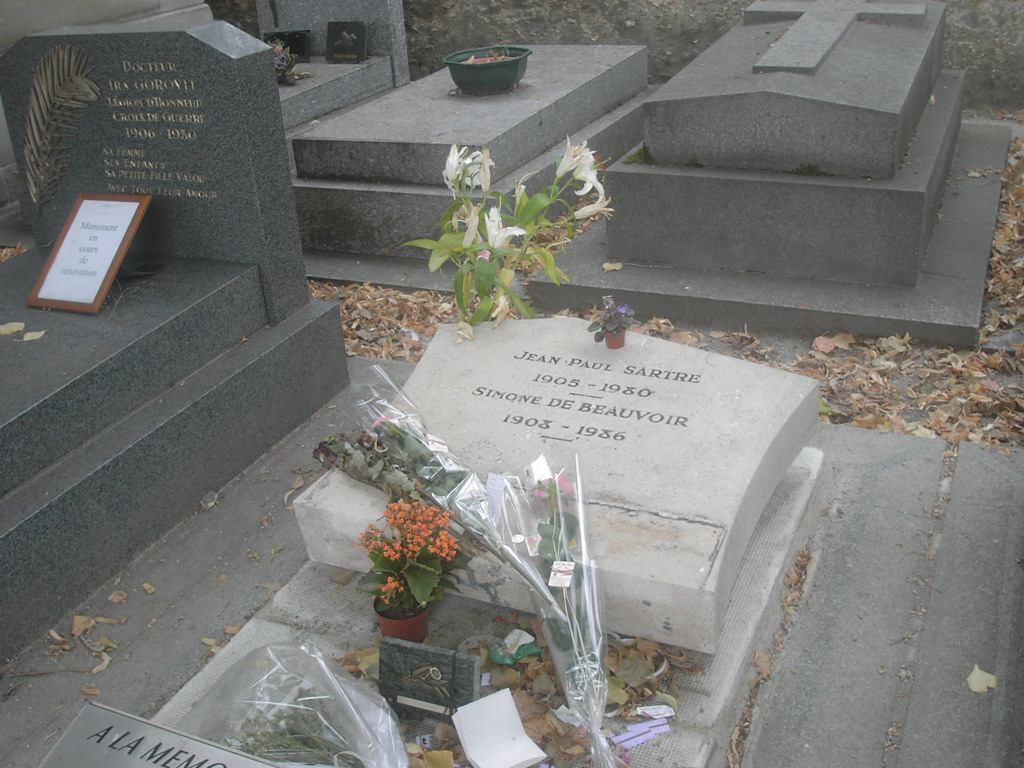
Могила Сартра и Бовуар на кладбище Монпарнас

14 апреля 1986 года Симона де Бовуар умерла в Париже и была похоронена рядом с умершим шестью годами ранее Сартром на Монпарнасском кладбище.

### Философия
На философию Симоны де Бовуар оказали значительное влияние Кант, Гегель, Ницше, Гуссерль, Фрейд и Сартр. Совместно с Сартром, Симона выдвинула идею, что все люди попадают в этот мир абсолютно свободными, они приходят сюда без какого-либо божественного плана. Единственная реальность бытия — это человек, который сам должен наполнить себя содержанием, поскольку «существование предшествует сущности», то есть у человека нет какого-либо предзаданного начала. Сущность же в этом смысле — совокупность поступков человека и результат его выборов в течение всей жизни, предопределение себя в процессе своей деятельности и развития. Эти поступки являются истинной волей и стремлением к свободе. Симона де Бовуар задавалась вопросом: почему в мире, где все люди изначально имеют право на поиск смысла жизни и безграничной свободы, общество остается скованным ложными представлениями об идеях женского пола? Симона де Бовуар считает, что то положение, в котором находится женщина, является навязанным, оно оказывается под воздействием культурных предрассудков, на которые повлияли социальные, экономические и политические условия существования человека. В своей книге «Второй пол» (фр. Le deuxième sexe, 1949), которую можно по праву считать главным феминистским трудом XX века, Симона утверждает, что гендер, так же как и смысл жизни, не предопределен. Её известный афоризм гласит: «Женщиной не рождаются, ею становятся», а «стать» женщиной — значит стать Другой.
В основе философии Симоны де Бовуар лежат два основополагающих образа женщины: женщина в традиционном смысле и женщина, которая стремится к абсолютной свободе самовыражения и существования в целом, и в данном контексте вторая женщина становится как таковой «Другой» женщиной. Таким образом, опираясь на экзистенциализм, женственность — это вечное становление, которое создается посредством жизненного опыта индивидуума. По этой же теории де Бовуар утверждает, что женщина становится «Другим» мужчины, пребывая в образе, который создает из неё маскулинное общество.
В философии Симоны де Бовуар важное значение имеют понятия трансцендентности и имманентности. По её мнению, трансцендентность, которая отсылает нас к свободе, — это способ существования исключительно мужчины, а имманентность, связанная с подвластностью и приводящая впоследствии к отчуждению, — женщины. Имманентность в этом смысле становится аспектом, навязанным извне, по которому женщина служит лишь интересам другого вида. Во «Втором поле» Симона де Бовуар осмысляет положение женщины, углубляясь в историю и анализируя мифы разных народов, сформировавших убеждения о роли женщины, а также пытается понять, откуда произошло существенное различие, по которому мужчина — это полноценный субъект, творец, хозяин, а женщина — лишь его тень, объект его власти. Целью своей работы Симона де Бовуар ставит освобождение и возрождение женщины как самостоятельного субъекта. Она убеждена, что необходимо пересмотреть сформировавшиеся на протяжении всей человеческой истории нормы и ценности, которые ограничивали права женщин и не оставляли им свободы выбора.
По Симоне де Бовуар, самореализация женщины как самостоятельного морального субъекта возможна через три формы отношений: эмоциональных отношений, правовых отношений и отношений, связанных с признанием женщины как социально значимого субъекта. Для освобождения во всех трех сферах важную роль играет умственный труд, который помогает реализоваться личности в интеллектуальной сфере и дает возможность сформироваться её собственной индивидуальности.

## Память
- Её имя носит Институт Симоны де Бовуар Факультета искусств и наук канадского университета Конкордия, почётным доктором которого она была при жизни[8].
- В VI округе Парижа в квартале Сен-Жермен-де-Пре есть площадь Жана-Поля Сартра и Симоны де Бовуар.
- В июле 2006 года в Париже открыли новый мост через Сену, названный именем Симоны де Бовуар.
- В городе Кретей и в коммуне Вильнёв-д’Аск есть коллежи имени Симоны де Бовуар.
- В округе Мо есть улица Симоны де Бовуар.
- В Брюсселе и Барселоне есть парки имени Симоны де Бовуар.
- В 2008 году в ознаменование столетия со дня рождения писательницы была учреждена «Премия Симоны де Бовуар за свободу женщин», вручаемая защитникам прав человека[9][10].

### Книги на русском языке
- Симона де Бовуар. Второй пол. В 2 Т. / Пер. с фр., общ. ред. и вступ. ст. С. Г. Айвазовой, коммент. М. В. Аристовой. — М.: Прогресс; СПб.: Алетейя, 1997. — 832 с. — (Библиотека феминизма). ISBN 5-01-003638-X.
- Симона де Бовуар. Мандарины = Les Mandarins / Пер. с фр. Н. А. Световидовой, статья, примеч. Н. И. Полторацкой. — М.: Ладомир, 2005. — 618 с. — (Литературные памятники). — 2000 экз. — ISBN 5-86218-452-X.
- Симона де Бовуар. Воспоминания благовоспитанной девицы = Memoires d'une jeune fille rangee / Пер. с фр. М. Аннинской, Е. Леоновой. — М.: Согласие, 2004. — 496 с. — 5000 экз. — ISBN 5-86884-123-9.
- Симона де Бовуар. Сила обстоятельств = Le force des choses / Пер. с фр. Н. Световидовой. — М.: Флюид, 2008. — 496 с. — (Роман с жизнью). — 2000 экз. — ISBN 978-5-98358-110-4.

- Симона де Бовуар. Недоразумение в Москве / Пер. с фр. Н. Хотинской. — Москва: Э, 2015. — 208 с. — ISBN 978-5-699-83202-6.
- Симона де Бовуар Очень лёгкая смерть / Предисл. Л. Токарева. М.: Республика, 1992.
  - Прелестные картинки / Пер. с фр. Л. Зониной
  - Очень лёгкая смерть / Пер. с фр. Н. Столяровой
  - Сломленная / Пер. с фр. Б. Арзуманян
  - Нужно ли сжечь маркиза де Сада? Эссе / Пер. с англ. Н. Кротовской и И. Москвиной-Тархановой
- Симона де Бовуар Трансатлантический роман. Письма к Нельсону Ольгрену 1947—1964. / Пер. с фр. И. Мягковой при участии А. Зверева, предисл. С. Ле Бон де Бовуар. М.: Искусство, 2003.
- Симона де Бовуар. Зрелость / Пер. с фр. Н. Световидовой. М. : Эксмо, 2018. — 640 c. — ISBN 978-5-699-87375-3
- Симона де Бовуар. Гостья / Пер. с фр. Н. Световидовой. М. : Эксмо, 2021. — 480 с. — ISBN 978-5-04-112171-6
- Симона де Бовуар. Неразлучные / Пер. с фр. И. Кузнецовой. М. : АСТ : CORPUS, 2021. — 160с. — ISBN 978-5-17-127274-6

## Фильмы
- «Любовники Кафе де Флор» (Франция, 2006) — история становления характера Симоны де Бовуар: с момента её знакомства с Сартром и до романа с американцем Нельсоном Олгреном, обрывающегося, когда Симона решает пожертвовать возможностью любить ради увековечивания легенды «Сартр-де Бовуар».